# Семичастнов (фамилия)
Семичастнов — русская фамилия, в основе которой могло быть сложное прозвище, связанное с мистикой числа «семь». В частности, в крестьянских семьях фамилией Семичастный могли обладать владельцы нескольких земельных наделов (частей). Как правило, истинное их количество не имело большого значения и в разговорной речи их могли «округлять» до семи. 
Однако, по частному заключению российского лингвиста доктора филологических наук Александры Суперанской, фамилия Семичастнов образована путём непреднамеренного искажения фамилии Семичестнов, которая обозначала очень счастливую или чрезвычайно удачливую личность. 